# 동강

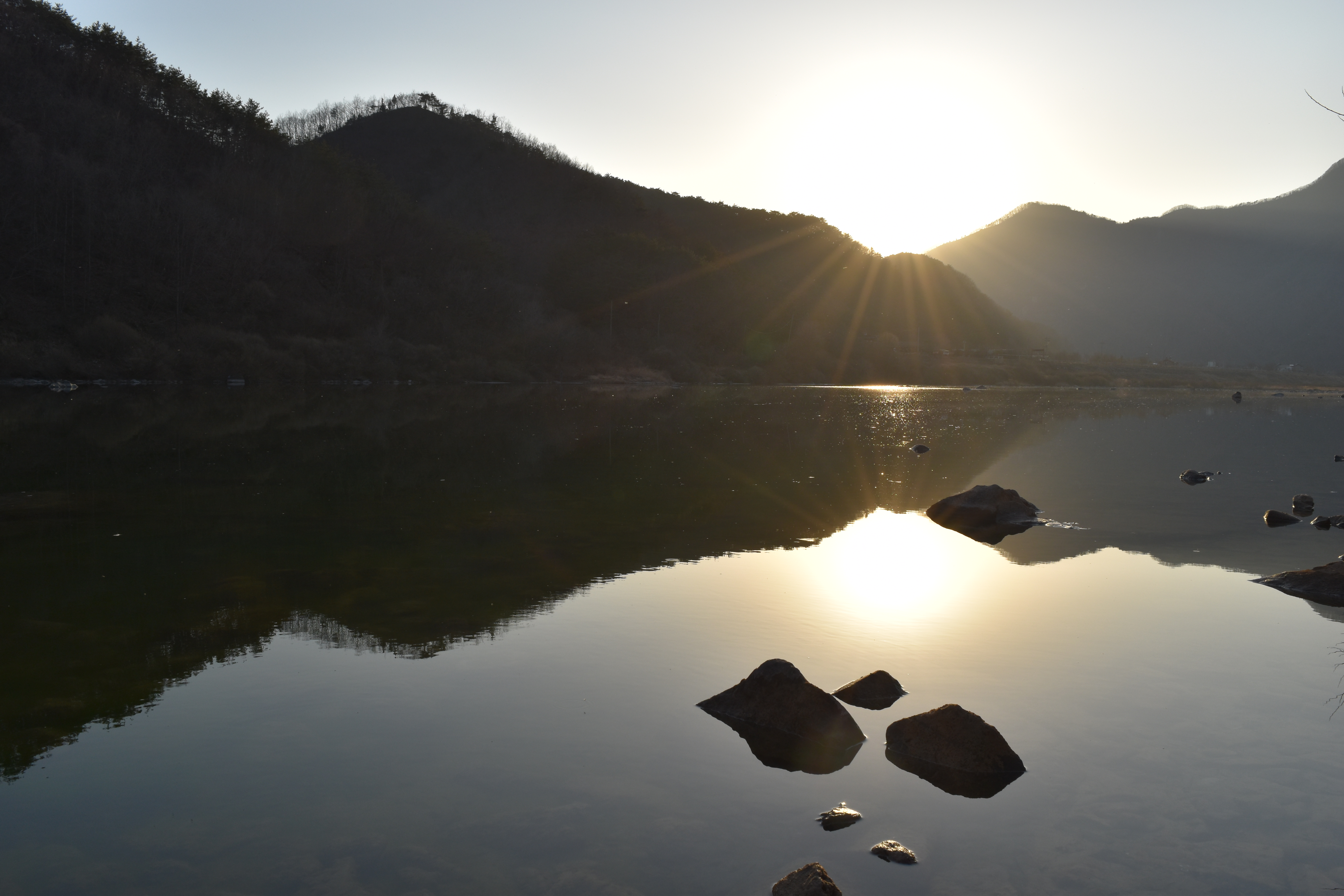
영월군 부근을 지나는 동강

동강(東江)은 영월군 영월읍 동편에서 유입되기에 붙여진 명칭이며 조양강(朝陽江)과 오대천이 만나는 지점에서 영월 서강(西江)에 합쳐지는 지점(영월 합수거리)까지의 강으로, 법정하천명 한강 본류의 일부이다. 길이는 65km이다.
1990년 영월군에 발생한 대홍수로 정부에서는 1996년부터 2002년까지 동강댐 건설을 추진하였으나, 환경단체와 국민들의 반대로 2000년 건설이 백지화되자, 환경부에서는 이 일대를 생태계보존지역으로 지정하였다.

## 축제
동강국제사진제 - 동강국제사진제는 매년 영월에서 개최되는 사진 축제이다. 매해 다른 주제로 개최되며 국제공모전, 강원도사진가전, 영월군민사진전, 동강사진워크숍, 거리설치전 등 영월군 주민들과 더불어 다양한 사람들의 참여로 이루어진다. 동강사진박물관에서 진행되지만 사진제 기간 동안 영월군 곳곳에서 작품을 발견 할 수 있다.

## 동강댐
동강댐은 강원특별자치도 영월군 영월읍 거운리에 지어질 예정이었으나 이후 대한민국 환경부는 현장조사 결과 댐 건설이 불가하다고 결론 내렸다. 조사단은 보고서에서 해당 지역에 석회암 동굴이나 습곡 등 특이 지형이 분포하고 희귀 조류의 번식지여서 학술적 가치가 높다고 결론지었다.

### 지질학적 관점

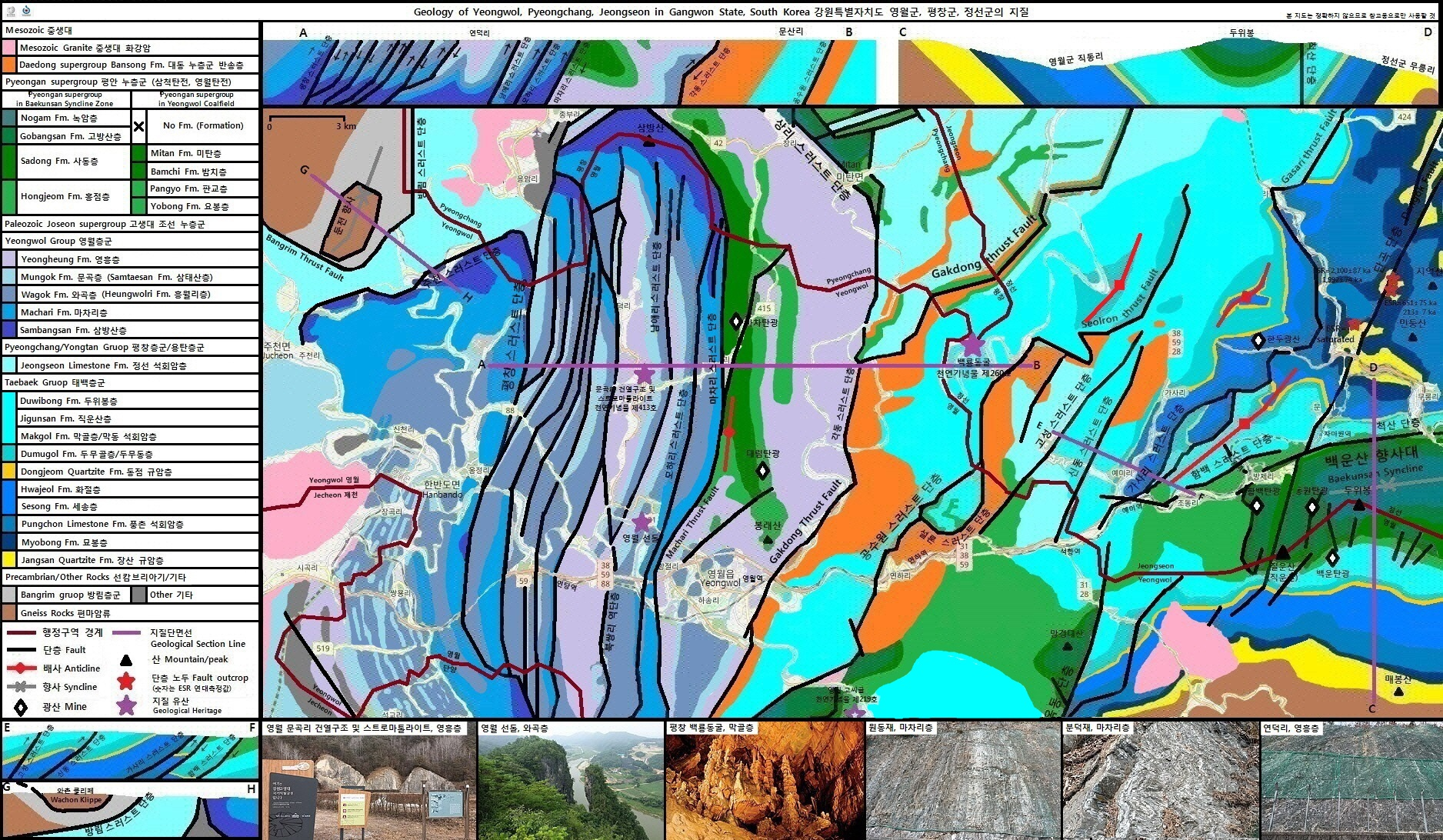
그림 중앙이 동강댐이 들어설 예정지였던 영월읍 거운리이다. 주변 지역에는 조선 누층군의 석회암 지층이 분포해 댐을 짓기에 부적절하다.

댐이 들어설 예정지였던 영월군 영월읍 거운리 일대에는 고생대 전기의 퇴적암 조선 누층군 중 석회암을 다수 포함하고 있는 막골 석회암층과 영흥층이 분포하고 있다. 석회암은 다른 암석에 비해 매우 취약하며 오랜 세월 풍화가 진행되었기 때문에 동강 일대는 댐을 만들기에 매우 부적절하다.